# غله کامل

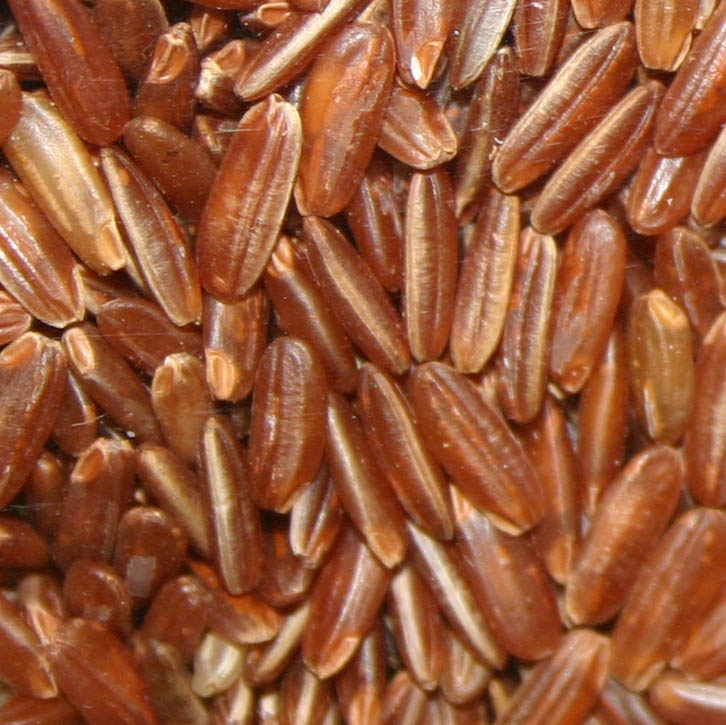
برنج سبوس‌دار یا قهوه‌ای نمونه‌ای از مواد غذایی سبوس‌دار است.

غله کامل یا سبوس‌دار غلاتی را گویند که سبوس یا درون‌دانه جدا نشده باشد. مواد غذایی غله کامل منبع کربوهیدرات، مواد مغذی و فیبر خوراکی است و استفاده از آنها بعنوان بخشی از یک رژیم غذایی سالم، احتمال بسیاری از بیماری‌ها را کم می‌کند. این غلات در مقابل غلات تصفیه شده از قبیل شیرینی‌ها، نان‌های سفید، برنج و آرد سفید قرار دارند.

## منبع
1. ↑  مجله دکتر سلام